# François de Malherbe
François de Malherbe (ur. 1555 w Caen, zm. 16 października 1628 w Paryżu) – francuski poeta, jeden z twórców poetyki klasycystycznej.
Był synem urzędnika królewskiego o tym samym imieniu, twierdził jednak, że jeden z jego przodków uczestniczył w wyprawie Wilhelma Zdobywcy. Nie jest wyjaśnione, w jakiej wierze został ochrzczony i wychowany, jednak przez całe życie podawał się za katolika. W wieku 21 lat, być może w celu odzyskania dawnej pozycji rodziny, postanowił zostać wojskowym. Wstąpił do oddziałów przybocznych trzeciego syna Henryka II, Henryka d'Angoulême'a, razem z którym udał się do Prowansji. Protegujący go książę, a następnie król francuski uważał go za wybitnie uzdolnionego poetycko i zachęcał do twórczości literackiej. Jednak pierwsze publikowane utwory Malherbe'a, Larmes de Saint Pierre, datują się dopiero na rok 1587.
Po śmierci Henryka III w zamachu w 1589 przez kilka lat pozostawał bez pracy, żyjąc na przemian w Prowansji i Normandii. Ostatecznie osiedlił się w Aix-en-Provence i skupił się na działalności literackiej. W 1600 o poecie usłyszał Henryk IV Burbon, który sprowadził go do Paryża jako jednego z nadwornych poetów. Malherbe miał za zadanie pisać dla władcy, za stałą pensją, utwory o tematyce miłosnej. Działał również po śmierci Henryka IV. Poparł zamiary kardynała Richelieu dążące do unifikacji obowiązujących wzorów literackich i stworzenia uniwersalnych zasad poezji, dramatu i prozy.
W 1627 jego syn Marek Aureliusz został zabity w pojedynku ze znacznie bogatszym szlachcicem. Malherbe podjął wówczas szereg wysiłków na rzecz ukarania jego zabójcy, jednak poniósł porażkę sądową. W 1628 udał się pod La Rochelle, by osobiście prosić o wsparcie króla Ludwika XIII. W czasie pobytu w tym miejscu zapadł na malarię i zmarł 16 października 1628.

## Twórczość
W młodości Malherbe hołdował popularnej poezji opartej na konceptach i podniosłej retoryce. Z czasem jego twórczość ewoluowała w kierunku tematów uniwersalnych, przedstawiające ogólne prawdy o człowieku i jego naturze. Unikał wszelkich aluzji do własnej biografii i przeżywanych uczuć. Podejmował tematy typowe dla swojej epoki i dla dworu, pisząc o dobrodziejstwa pokoju we Francji, chwaląc kolejnych królów i tolerancję religijną. Tworzył
również utwory okolicznościowe, związane z życiem dworskim: w 1606 Odę na powitanie Marii Medycejskiej, w 1605 Modlitwę za króla Henryka Wielkiego jadącego do Limousin, w 1606 Odę na zamach na Pont-Neuf, w 1610 Odę do królowej Marii Medycejskiej na pomyślność jej regencji, w 1628 Odę poświęconą królowi Ludwikowi XIII jadącemu ukarać buntowników z La Rochelle. Rzadziej sięgał do inspiracji biblijnych, parafrazując w 1627 Psalm CXIV. Łącznie jego wiersze zawierały się w czterech cyklach – ody, stance, pieśni i sonety. Jego dzieła charakteryzowała oszczędność językowa, zrywająca z barokowym zamiłowaniem do poszukiwania bogactwa i oryginalnych konceptów w tym zakresie. Podstawą jego poezji była logika wywodu, pozbawiona wszelkiego ładunku emocjonalnego; elokwencja zastępuje w jego dziełach liryzm. Jan Prokop uważa jednak jego twórczość za nierówną i często nadmiernie podporządkowaną jego zadaniom dworskim.

### Wkład w powstawanie klasycystycznego modelu literatury
Malherbe był zafascynowany gramatyką, stał się autorytetem w zakresie języka literackiego klasycystycznej Francji, współtworząc tym samym model języka poezji obowiązujący w tej epoce. Był szczególnym wrogiem słów zapożyczonych z innych języków (zarówno klasycznych, jak i nowożytnych lub dialektów regionalnych), które nie zakorzeniły się we współczesnym mu języku mówionym. Głosił również potrzebę upowszechniania wśród zwykłych ludzi poszanowania zasad gramatyki francuskiej.
Kontynuował pracę nad stworzeniem zasad poezji, podejmując próby kodyfikacji podjęte w poprzednim stuleciu przez Plejady. Uszczegółowił zasady tworzenia poszczególnych wskazanych przez Plejadę gatunków literackich (oda, pieśń), w szczególności przeciwstawiając się powstawaniu rozziewu, pisaniu wersów bez cezury i posługiwaniu się zbędnym jego zdaniem, przesadnie wykwintnym słownictwem. Rolę poety pojmował jako pracę wieloletnią, polegającą na nieustannym poprawianiu i udoskonalaniu własnych tekstów, co zresztą sam czynił; odrzucał kluczową rolę natchnienia w twórczości literackiej na rzecz pełnego opanowania warsztatu poetyckiego i czystości języka.
Malherbe, chociaż nie spisał swoich przemyśleń w formie traktatu teoretycznego, poprzez swoją pozycję poety dworskiego zgromadził wokół siebie licznych naśladowców, kładąc tym samym podwaliny pod nurt poetycki odrzucający całkowicie poetykę barokową i renesansową, a tym samym powstanie francuskiego klasycyzmu. Jego model poezji nie był jednak przyjmowany powszechnie: polemizował z nim m.in. Théophile de Viau, twierdząc, że zalecenia Malherbe'a uniemożliwiały poetom tworzenie pod wpływem natchnienia, zmuszając ich do skupiania się w większym stopniu na formie niż na treści utworów.
Również późniejsze opinie literaturoznawców nt. metody Malherbe'a są podzielone. Jan Prokop uważa zasady sformułowane przez Malherbe'a za paraliżujące zdolności utalentowanych poetów, przesadnie sztywne i nie pozostawiające pola dla oryginalności literackiej. G. Lanson i P. Tuffrau uważają jednak jego wpływ zarówno na język francuski, jak i na poezję, za wysoce pozytywny.